# ديواين وايز
ديواين وايز (بالإنجليزية: DeWayne Wise)‏ هو لاعب كرة قاعدة أمريكي، ولد في 24 فبراير 1978 في كولومبيا في الولايات المتحدة.

## وصلات خارجية
- ديواين وايز على موقع دوري كرة القاعدة الرئيسي (الإنجليزية)
- ديواين وايز على موقعبيزبول رفرنس.كوم (الدوري الرئيسي) (الإنجليزية)
- ديواين وايز على موقعبيزبول رفرنس.كوم (الدوري الثانوي) (الإنجليزية)
- ديواين وايز على موقع إي إس بي إن.كوم (أم.أل.بي) (الإنجليزية)
- ديواين وايز على موقع مشجعي الرسوم البيانية (الإنجليزية)